# ای‌اف‌سی کاپ ۲۰۱۶
ای‌اف‌سی کاپ ۲۰۱۶ سیزدهمین دوره ای‌اف‌سی کاپ بود، یک رقابت فوتبال که توسط کنفدراسیون فوتبال آسیا (ای‌اف‌سی) برای باشگاه‌های "کشورهای در حال توسعه" در آسیا برگزار شد.
تیم نیروی هوایی عراق در فینال، تیم بنگالورو هند را شکست داد و اولین عنوان قهرمانی خود در ای‌اف‌سی کاپ را به دست آورد و اولین تیم عراقی شد که این رقابت‌ها را فتح می‌کند. جوهر دارالتعظیم، مدافع عنوان قهرمانی، در نیمه نهایی توسط بنگالورو حذف شد.

## سهمیه‌بندی
کمیته مسابقات ای‌اف‌سی در ۲۵ ژانویه ۲۰۱۴ پیشنهاد اصلاح مسابقات باشگاهی آسیا را داد که در ۱۶ آوریل ۲۰۱۴ توسط کمیته اجرایی ای‌اف‌سی تصویب شد. فدراسیون‌های عضو بر اساس عملکرد تیم‌های ملی و باشگاه‌هایشان در چهار سال گذشته در مسابقات ای‌اف‌سی رتبه‌بندی می‌شوند و سهمیه‌های مسابقات باشگاهی آسیا در سال‌های ۲۰۱۵ و ۲۰۱۶ بر اساس رتبه‌بندی‌های سال ۲۰۱۴ تعیین می‌شود:
- فدراسیون‌ها به دو منطقه غرب و شرق تقسیم شده‌اند که در هر منطقه ۲۳ انجمن وجود دارد:
  - منطقه غرب شامل انجمن‌هایی از غرب آسیا، آسیای مرکزی، جنوب آسیا، به جز هند و مالدیو است.
  - منطقه شرق شامل انجمن‌هایی از آسه‌آن و شرق آسیا به علاوه هند و مالدیو است.

- در هر دو منطقه شرق و غرب، در مجموع ۱۲ سهمیه مستقیم در مرحله گروهی وجود دارد و ۴ سهمیه باقی‌مانده از طریق پلی‌آف پر می‌شوند.
- تمام فدراسیون‌هایی که سهمیه مستقیم در مرحله گروهی لیگ قهرمانان آسیا دریافت نمی‌کنند، واجد شرایط ورود به ای‌اف‌سی کاپ هستند.
- فدراسیون‌های رتبه‌بندی‌شده در هر منطقه، رتبه‌های هفتم تا شانزدهم را دارند و حداقل یک سهمیه مستقیم در مرحله گروهی (شامل بازندگان پلی‌آف مقدماتی لیگ قهرمانان آسیا) دریافت می‌کنند، در حالی که سایر فدراسیون‌ها فقط سهمیه پلی‌آف دریافت می‌کنند:
  - فدراسیون‌های رتبه‌های هفتم و هشتم هر کدام دو سهمیه مستقیم دریافت می‌کنند.
  - فدراسیون‌های رتبه‌های نهم تا دوازدهم هر کدام یک سهمیه مستقیم و یک سهمیه پلی‌آف (در دور پلی‌آف) دریافت می‌کنند.
  - فدراسیون‌های رتبه‌های سیزدهم تا شانزدهم هر کدام یک سهمیه مستقیم و یک سهمیه پلی‌آف (در دور مقدماتی) دریافت می‌کنند.
  - فدراسیون‌های رتبه‌های هفدهم یا پایین‌تر هر کدام یک سهمیه پلی‌آف (در دور مقدماتی) دریافت می‌کنند.

کمیته مسابقات ای‌اف‌سی در تاریخ ۲۸ نوامبر ۲۰۱۴ در مورد مشارکت فدراسیون‌های عضو در نسخه‌های ۲۰۱۵ و ۲۰۱۶ ای‌اف‌سی کاپ تصمیم گرفت.
جدول زیر سهمیه‌های اختصاص داده شده برای ای‌اف‌سی کاپ ۲۰۱۶ را نشان می‌دهد که به دلیل بلااستفاده بودن برخی از سهمیه‌ها، بر این اساس تنظیم شده‌اند.
| شرکت‌کنندگان ای‌اف‌سی کاپ ۲۰۱۶ | شرکت‌کنندگان ای‌اف‌سی کاپ ۲۰۱۶ |
| --------------------------- | --------------------------- |
|                             | شرکت می‌کند                  |
|                             | شرکت نمی‌کند                 |

| رتبه | رتبه | انجمن عضو    | امتیاز | سهمیه‌ها            | سهمیه‌ها     | سهمیه‌ها   | سهمیه‌ها     |
| رتبه | رتبه | انجمن عضو    | امتیاز | پلی‌آف لیگ قهرمانان | مرحله گروهی | دور پلی‌آف | دور مقدماتی |
| ---- | ---- | ------------ | ------ | ------------------ | ----------- | --------- | ----------- |
| ۶    | ۱۰   | عراق[A]      | ۴۷٫۱۰۶ | ۰                  | ۲           | ۰         | ۰           |
| ۷    | ۱۱   | کویت[B]      | ۴۵٫۴۲۳ | ۰                  | ۰           | ۰         | ۰           |
| ۸    | ۱۲   | اردن         | ۴۴٫۳۰۹ | ۱                  | ۱           | ۰         | ۰           |
| ۹    | ۱۴   | عمان[C]      | ۳۰٫۵۸۶ | ۰                  | ۲           | ۰         | ۰           |
| ۱۰   | ۱۶   | بحرین[D]     | ۲۵٫۵۴۷ | ۰                  | ۱           | ۱         | ۰           |
| ۱۱   | ۱۷   | لبنان[D]     | ۲۵٫۰۴۳ | ۰                  | ۱           | ۱         | ۰           |
| ۱۲   | ۱۹   | سوریه[D]     | ۲۲٫۸۸۳ | ۰                  | ۱           | ۱         | ۰           |
| ۱۳   | ۲۵   | فلسطین[E]    | ۱۵٫۹۱۱ | ۰                  | ۱           | ۱         | ۰           |
| ۱۴   | ۲۸   | تاجیکستان[E] | ۱۱٫۷۶۱ | ۰                  | ۱           | ۱         | ۰           |
| ۱۵   | ۲۹   | افغانستان[F] | ۱۱٫۴۶۴ | ۰                  | ۰           | ۰         | ۰           |
| ۱۶   | ۳۰   | ترکمنستان[E] | ۱۰٫۵۵۴ | ۰                  | ۱           | ۱         | ۰           |
| ۱۷   | ۳۲   | قرقیزستان[G] | ۸٫۷۶۱  | ۰                  | ۰           | ۱         | ۱           |
| ۱۸   | ۳۵   | یمن[H]       | ۵٫۲۴۹  | ۰                  | ۰           | ۰         | ۰           |
| ۱۹   | ۳۶   | سری‌لانکا[H]  | ۴٫۰۷۱  | ۰                  | ۰           | ۰         | ۰           |
| ۲۰   | ۳۸   | نپال[H]      | ۳٫۲۶۸  | ۰                  | ۰           | ۰         | ۰           |
| ۲۱   | ۳۹   | پاکستان      | ۲٫۷۳۲  | ۰                  | ۰           | ۰         | ۱           |
| ۲۲   | ۴۶   | بوتان        | ۰٫۰۰۰  | ۰                  | ۰           | ۰         | ۱           |
| جمع  | جمع  | جمع          | جمع    | ۱                  | ۱۱          | ۷         | ۳           |
| جمع  | جمع  | جمع          | جمع    | ۲۲                 |             |           |             |

| رتبه | رتبه | انجمن عضو     | امتیاز | سهمیه‌ها            | سهمیه‌ها     | سهمیه‌ها   | سهمیه‌ها     |
| رتبه | رتبه | انجمن عضو     | امتیاز | پلی‌آف لیگ قهرمانان | مرحله گروهی | دور پلی‌آف | دور مقدماتی |
| ---- | ---- | ------------- | ------ | ------------------ | ----------- | --------- | ----------- |
| ۷    | ۱۸   | اندونزی[I]    | ۲۵٫۰۰۴ | ۰                  | ۰           | ۰         | ۰           |
| ۸    | ۲۰   | هنگ کنگ       | ۲۰٫۰۷۷ | ۱                  | ۱           | ۰         | ۰           |
| ۹    | ۲۱   | میانمار[J]    | ۱۸٫۹۴۹ | ۱                  | ۱           | ۰         | ۰           |
| ۱۰   | ۲۲   | مالزی[J]      | ۱۸٫۱۵۳ | ۱                  | ۱           | ۰         | ۰           |
| ۱۱   | ۲۳   | هند[J]        | ۱۶٫۷۵۶ | ۱                  | ۱           | ۰         | ۰           |
| ۱۲   | ۲۴   | سنگاپور[J]    | ۱۶٫۰۹۷ | ۱                  | ۱           | ۰         | ۰           |
| ۱۳   | ۲۶   | مالدیو[K]     | ۱۵٫۸۸۴ | ۰                  | ۲           | ۰         | ۰           |
| ۱۴   | ۲۷   | فیلیپین[K]    | ۱۲٫۲۶۸ | ۰                  | ۲           | ۰         | ۰           |
| ۱۵   | ۳۱   | کره‌شمالی[L]   | ۹٫۰۰۰  | ۰                  | ۰           | ۰         | ۰           |
| ۱۶   | ۳۳   | لائوس[M]      | ۷٫۵۵۴  | ۰                  | ۱           | ۰         | ۰           |
| ۱۷   | ۳۴   | گوام[N]       | ۵٫۹۴۶  | ۰                  | ۰           | ۰         | ۰           |
| ۱۸   | ۳۷   | بنگلادش[O]    | ۳٫۶۴۳  | ۰                  | ۰           | ۰         | ۱           |
| ۱۹   | ۳۹   | تیمور شرقی[N] | ۲٫۷۳۲  | ۰                  | ۰           | ۰         | ۰           |
| ۲۰   | ۴۱   | ماکائو        | ۲٫۶۲۵  | ۰                  | ۰           | ۰         | ۱           |
| ۲۱   | ۴۲   | کامبوج[N]     | ۲٫۴۶۴  | ۰                  | ۰           | ۰         | ۰           |
| ۲۲   | ۴۳   | چین تایپه[N]  | ۲٫۰۸۹  | ۰                  | ۰           | ۰         | ۰           |
| ۲۳   | ۴۴   | مغولستان      | ۱٫۵۵۴  | ۰                  | ۰           | ۰         | ۱           |
| ۲۴   | ۴۵   | برونئی[N]     | ۰٫۸۰۴  | ۰                  | ۰           | ۰         | ۰           |
| جمع  | جمع  | جمع           | جمع    | ۵                  | ۱۰          | ۰         | ۳           |
| جمع  | جمع  | جمع           | جمع    | ۱۸                 |             |           |             |

نکات
1. ^ به عراق اجازه ویژه برای شرکت در ای‌اف‌سی کاپ داده شد، زیرا آنها مجاز به شرکت در لیگ قهرمانان آسیا نبودند زیرا هیچ یک از تیم‌های آنها الزامات صدور مجوز باشگاه را رعایت نکرده بودند.
2. ^ کویت یک سهمیه پلی‌آف لیگ قهرمانان آسیا و یک سهمیه مرحله گروهی داشت، اما به دلیل تعلیق فدراسیون فوتبالش توسط فیفا، نتوانست در این مسابقات شرکت کند.
3. ^ عمان اجازه شرکت در لیگ قهرمانان آسیا را نداشت زیرا هیچ یک از تیم‌هایش شرایط لازم برای صدور مجوز باشگاه را نداشتند، بنابراین قهرمان آنها مستقیماً وارد مرحله گروهی ای‌اف‌سی کاپ شد. آنها همچنین به دلیل سهمیه‌های استفاده نشده، تیم دوم خود را مستقیماً به جای دور پلی‌آف وارد مرحله گروهی کردند.
4. ^ a b c بحرین، لبنان و سوریه اجازه شرکت در لیگ قهرمانان آسیا را نداشتند زیرا هیچ یک از تیم‌های آنها شرایط لازم برای صدور مجوز باشگاه را نداشتند، بنابراین قهرمانان آنها مستقیماً وارد مرحله گروهی ای‌اف‌سی کاپ شدند.
5. ^ a b c فلسطین، تاجیکستان و ترکمنستان به دلیل سهمیه‌های استفاده نشده، تیم دوم خود را به جای دور مقدماتی، وارد دور پلی‌آف کردند.
6. ^ به افغانستان یک سهمیه مرحله گروهی و یک سهمیه مرحله مقدماتی اختصاص داده شد، اما تیمی را معرفی نکرد.
7. ^ در ابتدا به قرقیزستان یک سهمیه دور مقدماتی اختصاص داده شده بود، اما یک سهمیه دور پلی‌آف اضافی نیز به آن اضافه شد.
8. ^ به یمن، سری‌لانکا و نپال یک سهمیه دور مقدماتی اختصاص داده شد، اما تیمی معرفی نکردند.
9. ^ اندونزی یک سهمیه پلی‌آف لیگ قهرمانان آسیا و یک سهمیه مرحله گروهی داشت، اما به دلیل تعلیق فدراسیون فوتبالش توسط فیفا، نتوانست در این مسابقات شرکت کند.
10. ^ a b c d میانمار، مالزی، هند و سنگاپور همگی به دلیل سهمیه‌های بلااستفاده، تیم دوم خود را به جای مرحله پلی‌آف، مستقیماً وارد مرحله گروهی کردند.
11. ^ a b مالدیو و فیلیپین هر دو به دلیل سهمیه‌های استفاده نشده، تیم دوم خود را به جای دور مقدماتی، مستقیماً وارد مرحله گروهی کردند.
12. ^ به کره شمالی یک سهمیه مرحله گروهی و یک سهمیه دور مقدماتی اختصاص داده شد، اما تیمی را معرفی نکرد.
13. ^ به لائوس یک سهمیه مرحله گروهی و یک سهمیه دور مقدماتی اختصاص داده شد، اما تنها یک تیم در این مسابقات شرکت کرد زیرا لائو تویوتا تنها تیم لائوس است که واجد شرایط بازی در ای‌اف‌سی کاپ است.
14. ^ به گوام، تیمور شرقی، کامبوج، چین تایپه و برونئی یک سهمیه دور مقدماتی اختصاص داده شد، اما تیمی را معرفی نکردند.
15. ^ بنگلادش در ابتدا در منطقه غرب بود، اما به دلیل کمبود تیم در منطقه شرق، به منطقه شرق منتقل شد.

## تیم‌ها
۴۰ تیم زیر از ۲۳ انجمن وارد این رقابت‌ها شدند.
| تیم                                      | نحوه صلاحیت                                                     | حضور                                     | آخرین                                    |
| شرکت‌کنندکان مرحله گروهی (گروه‌های A تا D) | شرکت‌کنندکان مرحله گروهی (گروه‌های A تا D)                        | شرکت‌کنندکان مرحله گروهی (گروه‌های A تا D) | شرکت‌کنندکان مرحله گروهی (گروه‌های A تا D) |
| ---------------------------------------- | --------------------------------------------------------------- | ---------------------------------------- | ---------------------------------------- |
| نفت الوسط                                | قهرمان لیگ برتر عراق ۱۵–۲۰۱۴                                    | اولین                                    | نداشته                                   |
| نیروی هوایی                              | نایب قهرمان لیگ برتر عراق ۱۵–۲۰۱۴                               | اولین                                    | نداشته                                   |
| الوحدات                                  | قهرمان لیگ اردن ۱۵–۲۰۱۴[نکته ای‌سی‌ال]                            | نهمین                                    | ۲۰۱۵                                     |
| الفیصلی                                  | قهرمان جام حذفی اردن ۱۵–۲۰۱۴                                    | هشتمین                                   | ۲۰۱۳                                     |
| العروبه                                  | قهرمان لیگ حرفه‌ای عمان ۱۵–۲۰۱۴ و قهرمان جام سلطان قابوس ۱۵–۲۰۱۴ | چهارمین                                  | ۲۰۱۲                                     |
| فنجاء                                    | نایب قهرمان لیگ حرفه‌ای عمان ۱۵–۲۰۱۴                             | چهارمین                                  | ۲۰۱۵                                     |
| المحرق                                   | قهرمان لیگ دسته اول بحرین ۱۵–۲۰۱۴                               | پنجمین                                   | ۲۰۰۹                                     |
| العهد                                    | قهرمان لیگ برتر لبنان ۱۵–۲۰۱۴                                   | هفتمین                                   | ۲۰۱۲                                     |
| الجیش                                    | قهرمان لیگ برتر سوریه ۱۵–۲۰۱۴                                   | ششمین                                    | ۲۰۱۵                                     |
| شباب الظاهریه                            | قهرمان لیگ برتر کرانه باختری ۱۵–۲۰۱۴                            | دومین                                    | ۲۰۱۴                                     |
| استقلال دوشنبه                           | قهرمان لیگ تاجیکستان ۲۰۱۵ و قهرمان جام حذفی تاجیکستان ۲۰۱۵      | دومین                                    | ۲۰۱۵                                     |
| آلتین عصر                                | قهرمان یوکاری لیگا ۲۰۱۵ و قهرمان جام حذفی ترکمنستان ۲۰۱۵        | دومین                                    | ۲۰۱۵                                     |
| ورود به پلی‌آف مقدماتی (مرحله پلی‌آف)      |                                                                 |                                          |                                          |
| الحد                                     | قهرمان جام پادشاهی بحرین ۲۰۱۵                                   | سومین                                    | ۲۰۱۵                                     |
| طرابلس                                   | قهرمان جام حذفی لبنان ۱۵–۲۰۱۴                                   | دومین                                    | ۲۰۰۴                                     |
| الوحده                                   | قهرمان جام حذفی سوریه ۲۰۱۵                                      | پنجمین                                   | ۲۰۱۵                                     |
| اهلی الخلیل                              | قهرمان جام حذفی فلسطین ۱۵–۲۰۱۴                                  | اولین                                    | نداشته                                   |
| خجند                                     | نایب قهرمان لیگ تاجیکستان ۲۰۱۵                                  | اولین                                    | نداشته                                   |
| بالکان                                   | نایب قهرمان یوکاری لیگا ۲۰۱۵                                    | چهارمین                                  | ۲۰۰۷                                     |
| آلای اوش                                 | قهرمان لیگ قرقیزستان ۲۰۱۵                                       | دومین                                    | ۲۰۱۴                                     |

| تیم                                      | نحوه صلاحیت                                       | حضور                                     | آخرین                                    |
| شرکت‌کنندکان مرحله گروهی (گروه‌های E تا H) | شرکت‌کنندکان مرحله گروهی (گروه‌های E تا H)          | شرکت‌کنندکان مرحله گروهی (گروه‌های E تا H) | شرکت‌کنندکان مرحله گروهی (گروه‌های E تا H) |
| ---------------------------------------- | ------------------------------------------------- | ---------------------------------------- | ---------------------------------------- |
| کیتچی                                    | قهرمان لیگ برتر هنگ کنگ ۱۵–۲۰۱۴[نکته ای‌سی‌ال]      | ششمین                                    | ۲۰۱۵                                     |
| چین جنوبی                                | قهرمان پلی‌آف فصل هنگ کنگ ۱۵–۲۰۱۴                  | هفتمین                                   | ۲۰۱۵                                     |
| یانگون یونایتد                           | قهرمان لیگ ملی میانمار ۲۰۱۵[نکته ای‌سی‌ال]          | چهارمین                                  | ۲۰۱۴                                     |
| آیه‌یاوادی یونایتد                        | قهرمان جام حذفی میانمار ۲۰۱۵                      | چهارمین                                  | ۲۰۱۵                                     |
| جوهر دارالتعظیم                          | قهرمان سوپر لیگ مالزی ۲۰۱۵[نکته ای‌سی‌ال]           | سومین                                    | ۲۰۱۵                                     |
| سلانگور                                  | نایب قهرمان سوپر لیگ مالزی ۲۰۱۵[نکته مالزی]       | پنجمین                                   | ۲۰۱۴                                     |
| موهون باگان                              | قهرمان آی‌لیگ ۱۵–۲۰۱۴[نکته ای‌سی‌ال]                 | سومین                                    | ۲۰۰۹                                     |
| بنگالورو                                 | قهرمان جام فدراسیون هند ۱۵–۲۰۱۴                   | دومین                                    | ۲۰۱۵                                     |
| تامپینس روفرز                            | نایب قهرمان اس‌لیگ ۲۰۱۵[نکته ای‌سی‌ال][نکته سنگاپور] | هشتمین                                   | ۲۰۱۴                                     |
| بالستیر خالصه                            | رتبه چهارم اس‌لیگ ۲۰۱۵[نکته سنگاپور]               | دومین                                    | ۲۰۱۵                                     |
| نیو رادیانت                              | قهرمان لیگ برتر دیوهی ۲۰۱۵                        | هشتمین                                   | ۲۰۱۵                                     |
| مازیا                                    | قهرمان جام پرزیدنت مالدیو ۲۰۱۵                    | چهارمین                                  | ۲۰۱۵                                     |
| سئرس                                     | قهرمان لیگ دسته ۱ فیلیپین ۲۰۱۵                    | دومین                                    | ۲۰۱۵                                     |
| کایا                                     | قهرمان جام حذفی فیلیپین ۲۰۱۵                      | اولین                                    | نداشته                                   |
| لائو تویوتا                              | قهرمان لیگ برتر لائو ۲۰۱۵                         | دومین                                    | ۲۰۱۵                                     |

| تیم                                                                 | نحوه صلاحیت                                                         | حضور                                                                | آخرین                                                               |
| ورود به دور مقدماتی (تیم‌ها برای دور مقدماتی به مناطق تقسیم نشده‌اند) | ورود به دور مقدماتی (تیم‌ها برای دور مقدماتی به مناطق تقسیم نشده‌اند) | ورود به دور مقدماتی (تیم‌ها برای دور مقدماتی به مناطق تقسیم نشده‌اند) | ورود به دور مقدماتی (تیم‌ها برای دور مقدماتی به مناطق تقسیم نشده‌اند) |
| ------------------------------------------------------------------- | ------------------------------------------------------------------- | ------------------------------------------------------------------- | ------------------------------------------------------------------- |
| آلگا                                                                | رتبه سوم لیگ قرقیزستان ۲۰۱۴                                         | اولین                                                               | نداشته                                                              |
| شیخ جمال دانمودی                                                    | قهرمان لیگ برتر فوتبال بنگلادش ۱۴–۲۰۱۳                              | اولین                                                               | نداشته                                                              |
| کی-الکتریک                                                          | قهرمان لیگ برتر پاکستان ۱۵–۲۰۱۴                                     | اولین                                                               | نداشته                                                              |
| بنفیکا ماکائو                                                       | مسابقات دسته ۱ ماکائو ۲۰۱۵                                          | اولین                                                               | نداشته                                                              |
| خورومخون                                                            | قهرمان لیگ برتر مغولستان ۲۰۱۴                                       | اولین                                                               | نداشته                                                              |
| دروک یونایتد                                                        | قهرمان لیگ ملی بوتان ۲۰۱۴                                           | اولین                                                               | نداشته                                                              |

نکات
1. ^ a b c d e f لیگ قهرمانان آسیا: تیم‌ها در پلی‌آف مقدماتی لیگ قهرمانان آسیا ۲۰۱۶ بازی کردند، اما نتوانستند به مرحله گروهی لیگ قهرمانان آسیا صعود کنند (اگر به مرحله گروهی لیگ قهرمانان آسیا صعود می‌کردند، در مرحله گروهی ای‌اف‌سی کاپ با تیم دیگری از همان فدراسیون جایگزین می‌شدند).
2. ^ مالزی: از آنجایی که لایونز توئلو، قهرمان جام حذفی مالزی ۲۰۱۵، تیمی است که توسط اتحادیه فوتبال سنگاپور اداره می‌شود و بنابراین واجد شرایط نمایندگی مالزی در مسابقات باشگاهی آسیا نیست، جای آنها را سلانگور، نایب قهرمان سوپر لیگ مالزی ۲۰۱۵ گرفت.
3. ^ سنگاپور: از آنجایی که دی‌پی‌ام‌ام، قهرمان اس‌لیگ ۲۰۱۵، تیمی است که توسط اتحادیه فوتبال برونئی اداره می‌شود و بنابراین واجد شرایط نمایندگی سنگاپور در مسابقات باشگاهی آسیا نیست، جای آنها را تامپینس روفرز، نایب قهرمان لیگ، گرفت. علاوه بر این، از آنجایی که آلبیرکس نیگاتا سنگاپور، قهرمان جام حذفی سنگاپور ۲۰۱۵ و مقام سوم لیگ، تیمی وابسته به باشگاه ژاپنی آلبیرکس نیگاتا است و بنابراین واجد شرایط نمایندگی سنگاپور در مسابقات باشگاهی آسیا نیست، جای آنها را بالستیر خالصه، مقام چهارم لیگ، گرفت.

## مرحله مقدماتی
| ردیف | تیم              | بازی | برد | مساوی | باخت | گل‌زده | گل‌خورده | تفاضل‌گل | امتیاز | مقدماتی        |
| ---- | ---------------- | ---- | --- | ----- | ---- | ----- | ------- | ------- | ------ | -------------- |
| ۱    | کی-الکتریک       | ۲    | ۱   | ۱     | ۰    | ۴     | ۳       | ۱+      | ۴      | مقدماتی پلی اف |
| ۲    | دروک یونایتد (م) | ۲    | ۰   | ۲     | ۰    | ۳     | ۳       | ۰       | ۲      |                |
| ۳    | خورم خون         | ۲    | ۰   | ۱     | ۱    | ۰     | ۱       | ۱-      | ۱      |                |

منبع=AFC

(م) میزبان مسابقات

### گروه B
| ردیف | تیم               | بازی | برد | مساوی | باخت | گل‌زده | گل‌خورده | تفاضل‌گل | امتیاز | مقدماتی     |
| ---- | ----------------- | ---- | --- | ----- | ---- | ----- | ------- | ------- | ------ | ----------- |
| ۱    | شیخ جمال دانموندی | ۲    | ۱   | ۱     | ۰    | ۵     | ۲       | ۳+      | ۴      | مرحله گروهی |
| ۲    | آلگا بیشکک (م)    | ۲    | ۱   | ۱     | ۰    | ۳     | ۱       | ۲+      | ۴      |             |
| ۳    | بنفیکا            | ۲    | ۰   | ۰     | ۲    | ۱     | ۶       | ۵-      | ۰      |             |

منبع=AFC

(م) میزبان مسابقات

## مقدماتی حذفی

### دور حذفی
| تیم ۱          | نتیجه              | تیم ۲          |
| منطقه غرب آسیا | منطقه غرب آسیا     | منطقه غرب آسیا |
| -------------- | ------------------ | -------------- |
| الحد           | ۲–۰                | کی-الکتریک     |
| طرابلس         | ۰–۰ (و. ا) (۷–۶ پ) | آلای اوش       |
| الوحده         | ۲–۰                | بالکان         |
| اهلی الخلیل    | ۱–۰                | خجند           |

## مرحله گروهی

### گروه A
| تیم       | بازی | برد | تساوی | باخت | گل‌زده | گل‌خورده | تفاضل‌گل | امتیاز |
| --------- | ---- | --- | ----- | ---- | ----- | ------- | ------- | ------ |
| العهد     | ۶    | ۴   | ۰     | ۲    | ۱۴    | ۹       | ۵+      | ۱۲     |
| الوحدات   | ۶    | ۲   | ۲     | ۲    | ۱۰    | ۱۲      | ۲-      | ۸      |
| الحد      | ۶    | ۲   | ۱     | ۳    | ۱۱    | ۱۲      | ۱-      | ۷      |
| آلتین عصر | ۶    | ۱   | ۳     | ۲    | ۵     | ۷       | ۲-      | ۵      |

### گروه B
| تیم                 | بازی | برد | تساوی | باخت | گل‌زده | گل‌خورده | تفاضل‌گل | امتیاز |
| ------------------- | ---- | --- | ----- | ---- | ----- | ------- | ------- | ------ |
| نفت الوسط           | ۶    | ۵   | ۰     | ۱    | ۹     | ۳       | ۶+      | ۱۵     |
| الفیصلی             | ۶    | ۳   | ۲     | ۱    | ۱۰    | ۶       | ۴+      | ۱۱     |
| طرابلس لبنان        | ۶    | ۲   | ۱     | ۳    | ۸     | ۱۰      | ۲-      | ۷      |
| ایستیکلول تاجیکستان | ۶    | ۰   | ۰     | ۵    | ۴     | ۱۲      | ۸-      | ۱      |

### گروه C
| تیم           | بازی | برد | تساوی | باخت | گل‌زده | گل‌خورده | تفاضل‌گل | امتیاز |
| ------------- | ---- | --- | ----- | ---- | ----- | ------- | ------- | ------ |
| نیروی هوایی   | ۶    | ۵   | ۰     | ۱    | ۱۵    | ۷       | ۸+      | ۱۵     |
| الوحده        | ۶    | ۳   | ۰     | ۳    | ۱۱    | ۹       | ۲+      | ۹      |
| شباب الظاهریه | ۶    | ۲   | ۱     | ۳    | ۷     | ۱۰      | ۳-      | ۷      |
| العروبه       | ۶    | ۱   | ۱     | ۴    | ۵     | ۱۲      | ۷-      | ۴      |

### گروه D
| تیم         | بازی | برد | تساوی | باخت | گل‌زده | گل‌خورده | تفاضل‌گل | امتیاز |
| ----------- | ---- | --- | ----- | ---- | ----- | ------- | ------- | ------ |
| المحرق      | ۶    | ۵   | ۰     | ۱    | ۹     | ۳       | ۶+      | ۱۶     |
| الجیش       | ۶    | ۳   | ۱     | ۲    | ۵     | ۳       | ۲+      | ۱۰     |
| اهلی الخلیل‎‎ | ۶    | ۱   | ۲     | ۳    | ۷     | ۱۱      | ۴-      | ۵      |
| فنجاء       | ۶    | ۰   | ۲     | ۴    | ۵     | ۹       | ۴-      | ۲      |

### گروه E
| تیم               | بازی | برد | تساوی | باخت | گل‌زده | گل‌خورده | تفاضل‌گل | امتیاز |
| ----------------- | ---- | --- | ----- | ---- | ----- | ------- | ------- | ------ |
| سئرس نیگروس       | ۶    | ۳   | ۳     | ۰    | ۱۲    | ۴       | ۸       | ۱۲     |
| تامپینس روفرز     | ۶    | ۳   | ۱     | ۲    | ۱۰    | ۶       | ۴+      | ۱۰     |
| سلانگور           | ۶    | ۲   | ۲     | ۲    | ۸     | ۸       | ۰       | ۸      |
| شیخ جمال دانموندی | ۶    | ۱   | ۰     | ۵    | ۷     | ۱۹      | ۱۲-     | ۳      |

### گروه F
| تیم           | بازی | برد | تساوی | باخت | گل‌زده | گل‌خورده | تفاضل‌گل | امتیاز |
| ------------- | ---- | --- | ----- | ---- | ----- | ------- | ------- | ------ |
| کیتچی         | ۶    | ۴   | ۱     | ۱    | ۸     | ۱       | ۷+      | ۱۳     |
| کایا          | ۶    | ۳   | ۱     | ۲    | ۵     | ۲       | ۳+      | ۱۰     |
| بالستیر خالسا | ۶    | ۲   | ۱     | ۳    | ۶     | ۱۰      | ۴-      | ۵      |
| نیو رادیانت   | ۶    | ۰   | ۳     | ۳    | ۲     | ۸       | ۶-      | ۳      |

### گروه G
| تیم            | بازی | برد | تساوی | باخت | گل‌زده | گل‌خورده | تفاضل‌گل | امتیاز |
| -------------- | ---- | --- | ----- | ---- | ----- | ------- | ------- | ------ |
| موهان باگان    | ۶    | ۳   | ۲     | ۱    | ۱۴    | ۹       | ۵+      | ۱۱     |
| چین جنوبی      | ۶    | ۳   | ۰     | ۳    | ۹     | ۹       | ۰       | ۹      |
| یانگون یونایتد | ۶    | ۲   | ۲     | ۲    | ۱۰    | ۱۰      | ۰       | ۸      |
| مازیا          | ۶    | ۱   | ۲     | ۳    | ۸     | ۱۳      | ۴-      | ۵      |

### گروه H
| تیم               | بازی | برد | تساوی | باخت | گل‌زده | گل‌خورده | تفاضل‌گل | امتیاز |
| ----------------- | ---- | --- | ----- | ---- | ----- | ------- | ------- | ------ |
| جوهور دارالتعظیم  | ۶    | ۶   | ۰     | ۰    | ۲۱    | ۳       | ۱۸+     | ۱۸     |
| بنگالورو          | ۶    | ۳   | ۰     | ۳    | ۹     | ۱۰      | ۱-      | ۹      |
| ایایاوادی یونایتد | ۶    | ۲   | ۰     | ۴    | ۱۲    | ۲۰      | ۸-      | ۶      |
| لاو تویوتا        | ۶    | ۱   | ۰     | ۵    | ۸     | ۱۷      | ۹-      | ۳      |

## مرحله حذفی

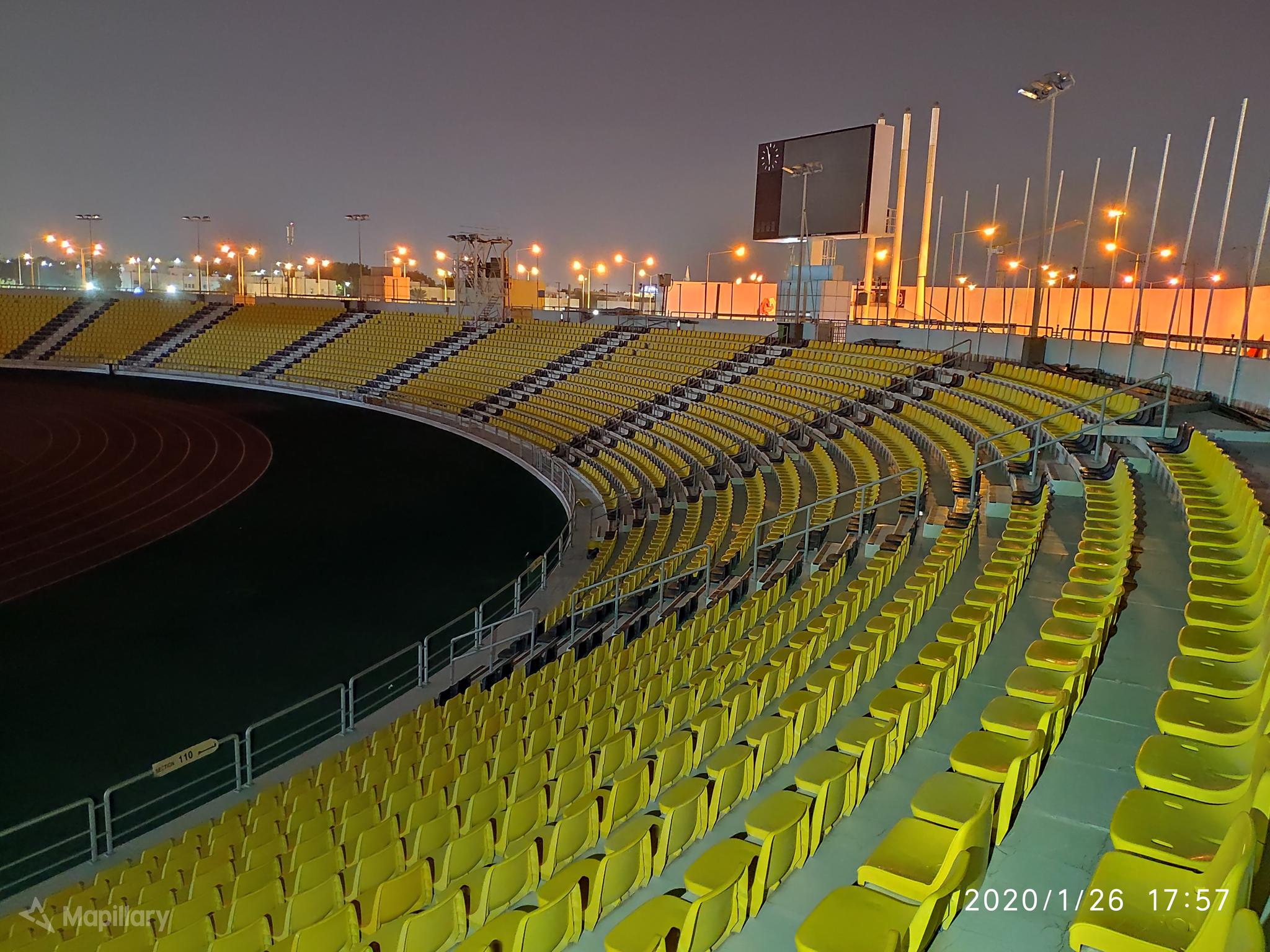
نمای داخلی ورزشگاه سهیم بن حمد در قطر در سال 2020.

### یک شانزدهم
| تیم ۱            | نتیجه          | تیم ۲          |
| منطقه غرب آسیا   | منطقه غرب آسیا | منطقه غرب آسیا |
| ---------------- | -------------- | -------------- |
| العهد            | ۴–۰            | الوحده         |
| نیروی هوایی      | ۲–۱            | الوحدات        |
| نفت الوسط        | ۰–۱            | الجیش          |
| المحرق           | ۱–۰            | الفیصلی        |
| منطقه شرق آسیا   |                |                |
| سئرس نیگروس      | ۰–۱ (و.ا.)     | چین جنوبی      |
| موهان باگان      | ۱–۲ (و.ا.)     | تامپینس روفرز  |
| کیتچی            | ۲–۳            | بنگالورو       |
| جوهور دارالتعظیم | ۷–۲            | کایا           |

### یک چهارم نهایی
| تیم ۱          | نتیجه نهایی    | تیم ۲            | بازی رفت       | بازی برگشت     |
| منطقه غرب آسیا | منطقه غرب آسیا | منطقه غرب آسیا   | منطقه غرب آسیا | منطقه غرب آسیا |
| -------------- | -------------- | ---------------- | -------------- | -------------- |
| نیروی هوایی    | ۵–۱            | الجیش            | ۱–۱            | ۴–۰            |
| العهد          | ۳–۰            | المحرق           | ۱–۰            | ۲–۰            |
| منطقه شرق آسیا |                |                  |                |                |
| چین جنوبی      | ۲–۳            | جوهور دارالتعظیم | ۱–۱            | ۱–۲            |
| بنگالورو       | ۱–۰            | تامپینس روفرز    | ۱–۰            | ۰–۰            |

### نیمه نهایی
| تیم ۱            | نتیجه نهایی    | تیم ۲          | بازی رفت       | بازی برگشت     |
| منطقه غرب آسیا   | منطقه غرب آسیا | منطقه غرب آسیا | منطقه غرب آسیا | منطقه غرب آسیا |
| ---------------- | -------------- | -------------- | -------------- | -------------- |
| نیروی هوایی      | ۴–۳            | العهد          | ۱–۱            | ۳–۲            |
| منطقه شرق آسیا   |                |                |                |                |
| جوهور دارالتعظیم | ۲–۴            | بنگالورو       | ۱–۱            | ۱–۳            |

### نهایی
| تیم ۱       | نتیجه | تیم ۲    |
| ----------- | ----- | -------- |
| نیروی هوایی | ۱–۰   | بنگالورو |

| نیروی هوایی | ۱–۰   | بنگالورو |
| ----------- | ----- | -------- |
| احمد ۷۰'    | گزارش |          |

## قهرمان
| قهرمان ای‌اف‌سی کاپ ۲۰۱۶ |
| ---------------------- |
| نیروی هوایی            |
| اولین قهرمانی          |

## جوایز
| جوایز              | بازیکن     | تیم              |
| ------------------ | ---------- | ---------------- |
| با ارزش‌ترین بازیکن | حمادی احمد | نیروی هوایی عراق |
| بیشترین گل‌زده      | حمادی احمد | نیروی هوایی عراق |
| جایزه جوانمردی     | —          | بنگالورو         |